# Brafa
Brafa es una entidad deportiva sin ánimo de lucro de Barcelona que fomenta la práctica deportiva y la educación en valores a través del deporte. Promueve la práctica del fútbol, el baloncesto y ofrece el Programa de Iniciación deportiva para niños de 4 a 7 años.
La Fundación Brafa cuenta con en la actualidad con 520 deportistas en la escuela deportiva, de los que el 70% reciben ayuda económica para acceder a la práctica deportiva. Además, organiza el Programa Spes para personas en riesgo de exclusión social. 
Inició sus actividades en el barrio de la Bordeta en 1954, y en 1971 se trasladó al distrito de Nou Barris. Desde los primeros años, también ofrece formación cristiana a las personas que lo desean. A principios de los años 80 impulsó el Centro de Estudios Deportivos, que con el tiempo pasó a llamarse Sports Quality International, que hacía cursos de formación relacionados con la gestión deportiva.
Desde 2016 ha publicado diversos vídeos educativos para concienciar sobre las conductas violentas y desproporcionadas que tienen algunos educadores y padres del fútbol base. Estos videos pretenden ayudar a enfocar correctamente la competición deportiva en el deporte de formativo.

## Escuela deportiva
La Escuela Deportiva Brafa tiene un doble objetivo. Por un lado, el de desarrollar al máximo las capacidades deportivas de cada joven y por otro el de ayudarle a adquirir todos los hábitos educativos que conlleva la práctica deportiva. Con esta finalidad se creó el plan de formación e competencias BChampion.
Para los alumnos más pequeños -4 a 7 años- ofrece un programa de iniciación deportiva. A partir de los 7 años se elige entre la práctica del fútbol o del baloncesto.

### Iniciación Deportiva (4 a 7 años)
Se combina una metodología donde la experimentación y el juego ayudan a desarrollar las destrezas básicas. El alumno desarrolla la creatividad por medio de propuestas que plantea el profesor. El programa está enfocado a desarrollar la coordinación. Las clases permiten asentar las bases del movimiento que en un futuro permitirá al niño relacionarse con seguridad y éxito en el ámbito deportivo y en el cotidiano. La metodología fomenta y desarrolla la autonomía, la confianza y la seguridad en el niño.

### Fútbol y baloncesto (7 a 18 años)
Aquí se plantean entrenamientos dedicados a la mejora de la condición física y al perfeccionamiento técnico y táctico individual. Cada equipo participa en la competición para transferir este aprendizaje a la situación real de juego.

### Deporte inclusivo
La fundación organiza actividades inclusivas para personas con discapacidad. En la actualidad, cuenta con dos programas para personas con discapacidad intelectual y un tercero dirigido a niños y niñas con trastornos del espectro autista (TEA). 

## Plan de formación en competencias BChampion
En 2020, Brafa lanzó, junto a la Facultad de Educación de la Universidad Internacional de Cataluña (UIC) el programa de formación BChampion, centrado en las veinte competencias de liderazgo, como integridad, compañerismo, deportividad, toma de decisiones, iniciativa... 
Quincenalmente se trabaja en una sesión teórica una competencia y se fijan objetivos para cada participante, de modo que se pueda evaluar pasadas dos semanas. Esta evaluación se envía a las familias, que participan así en el proceso formativo.
El plan incluye el material pedagógico necesario para adaptarlo a cada edad, una base para que el entrenador o entrenadora  y los deportistas puedan seguir la programación.
En enero de 2023, Brafa puso BChampion a disposición de todos los entrenadores y entidades deportivas a través de la página web, de modo gratuito y en dos idiomas, español e inglés. En la actualidad lo emplean instituciones de varios países y más de 5.000 deportistas de todo el mundo se han formado con el programa.

## Programa Spes
La Fundació Brafa organiza desde 2020 el Programa Spes, dirigido a personas en situación de desempleo, riesgo de exclusión social o de especial vulnerabilidad.
En colaboración con numerosas instituciones, los participantes pueden acceder a la práctica del deporte de manera gratuita y recibir acompañamiento personal para tratar de mejorar su situación personal. Con este fin, en cada sesión se trabajan algunas competencias básicas. El Programa Spes atiende a una media de 40 personas cada semana y ha recibido varias distinciones por su papel de motor en la integración social a través del deporte.

## Campañas públicas de concienciación: #noseashooligan
Como parte de su misión, Brafa ha impulsado diversas campañas de concienciación relacionadas con el deporte y sus valores. Desde 2016, la fundación ha lanzado quince vídeos de la campaña No seas hooligan denunciando la situación del deporte formativo, en el que se viven situaciones de violencia por parte de jugadores, entrenadores y los propios padres y madres de los jugadores.
Los vídeos de la campaña han llegado a un gran número de medios de comunicación y se han difundido de forma viral a través de redes sociales en España, países de Latinoamérica y Europa, así como Estados Unidos o Japón.

## Reconocimientos
- 1979 Premio Nacional de Educación Física, del Consejo Superior de Deportes.[6]
- 2003 Premio Jaume Ciurana[cita requerida]
- 2009 Premio de la Cámara de Comercio de Barcelona[cita requerida]
- 2017 Premio al Mejor Club por la Federació Catalana de Futbol.[7]
- 2025 Premio Nou Barris[8]